# Годя, Дмитрий Васильевич
Дми́трий Васи́льевич Го́дя (укр. Дмитро Васильович Годя; род. 10 марта 2005, Корытное, Черновицкая область) — украинский футболист, полузащитник клуба «Верес».

## Клубная карьера
Футболом начал заниматься в свалявском «Созвездии» в 2018 году переехал в ужгородский СДЮСШОР, в составе которого выступал в ДЮФЛУи чемпионате Закарпатской области по футзалу. С конца апреля по конец июня 2022 года выступал за «Кишварду» (U-17).
В середине октября 2022 года вернулся в Украину, где подписал контракт с «Вересом». Сначала выступал за юношескую (U-19) команду клуба. Впервые в заявку первой команды ровенчан попал 15 апреля 2023 года, на ничейный (5:5) выездной поединок 21-го тура Премьер-лиги Украины против харьковского «Металлиста». Дмитрий просидел все 90 минут на скамейке запасных. В высшем дивизионе украинского чемпионата дебютировал 29 мая 2023 года в проигранном (0:3) признанном поединке 29-го тура против киевского «Динамо». Годя вышел на поле на 73-й минуте вместо Дмитрия Клёца. До завершения сезона 2022/23 выходил на поле в 2-х матчах регулярного чемпионата и 1-м поединке плей-офф за право сохранения места в Премьер-лиге. В середине августа 2023 года подписал с «Вересом» новый 3-летний контракт. В конце октября 2023 года в СМИ появилась информация о заинтересованности в Дмитрии со стороны «Шахтёра» и «Динамо». Также в услугах игрока были заинтересованы львовские «Карпаты». Ровенчане хотели получить за молодого игрока около 500 000 долларов, однако из-за деятельности агентов футболиста сделка сорвалась. В конце января 2024 года стало известно, что «Верес» вернёт игрока в первую команду.

## Карьера в сборной
Вызывался в юношеской сборной Украины (U-19). В футболке сборной дебютировал 10 октября 2023 в проигранном (2:4) поединке товарищеского турнира Кубок Сеула против хозяев турнира. Дмитрий вышел на поле на 61-й минуте вместо Максима Васильца. В общей сложности в кубке Сеула провёл 3 матча.